# غاربيني موغوروزا
غاربيني موغوروزا بلانكو (بالإسبانية: Garbiñe Muguruza) مواليد 8 أكتوبر 1993 في ولاية ميراندا في فنزويلا. هي لاعبة كرة مضرب إسبانية مُحترفة من أصول فنزويلية.

## روابط خارجية
- غاربيني موغوروزا على موقع رابطة محترفات التنس (الإنجليزية)
- غاربيني موغوروزا على موقع الاتحاد الدولي لكرة المضرب (الإنجليزية)
- غاربيني موغوروزا على موقع كأس بيلي جين كينغ (الإنجليزية)
- غاربيني موغوروزا على موقع بطولة ويمبلدون (الإنجليزية)
- غاربيني موغوروزا على موقع خلاصة التنس.كوم (الإنجليزية)
- غاربيني موغوروزا على موقع اللجنة الأولمبية الدولية (الإنجليزية)
- غاربيني موغوروزا على موقع أوليمبيديا (الإنجليزية)
- غاربيني موغوروزا على موقع AS.com (الإسبانية)